# تیسازوگ
{{Infobox settlement|name=|native_name=|official_name=تیسازوگ|native_name_lang=|settlement_type=زیستگاه|image_skyline=Sandbank_Csongrad.JPG|image_alt=|image_caption=دهانهٔ رود کُرُش به تیسا در چونگراد|image_flag=|flag_alt=|image_seal=|seal_alt=|image_shield=|shield_alt=|nickname=|motto=|image_map=HU_microregion_1.7.23._Tiszazug.png|mapsize=|map_alt=|map_caption=|image_map1=|mapsize1=|map_alt1=|map_caption1=|pushpin_map=|pushpin_label_position=|pushpin_map_alt=|pushpin_map_caption=|latd=|latm=|lats=|latNS=|longd=|longm=|longs=|longEW=
تیسازوگ (مجاری: Tiszazug) منطقه‌ای در دشت بزرگ مجارستان بین رودهای تیسا و کُرُش سه‌گانه است. دوازده سکونت‌گاه در این منطقه قرار دارد: کون‌سنت‌مارتون، سلونی، چپا، تیسائوگ، تیساشاش، اوچود، چرکه‌سولو، تیساکورت، تیسائینوکا، نادی‌رو و تسیباک‌هازا؛ همچنین از نظر قوم‌نگاری، تیسافولدوار نیز به‌عنوان سیزدهمین سکونتگاه در آن طبقه‌بندی می‌شود.

## ویژگی
در میانهٔ رود تیسا که مقدار زیادی ماسه ریز و گل و لای را با خود می‌آورد، رسوبات تا حد زیادی شکل سطح رود را از نظر ریخت‌شناسی تعیین می‌کنند و رودخانه توسط ماسه روان، تپه‌های شنی ساحلی و دریاچه طوقی تنوع پیدا می‌کند.
خاک تیسازوگ از جنس خاک گلدان از نظر تولید کشاورزی ضعیف‌تر از حد متوسط است. یکی از ویژگی‌های مطلوب تیسازوگ حجم زیاد آب‌های سطحی و زیرزمینی است؛ اگرچه به دلایل چینه‌شناسی کیفیت مناسبی ندارد، اما منبع قابل توجهی از چشمه آب‌گرم دارد. تحقیقات برای یافتن منابع هیدروکربن احتمالی در این منطقه در حال انجام است.